# Palazzo del Centro Leasing
Il palazzo del Centro Leasing si trova in via Santa Caterina d'Alessandria 32-34 a Firenze.

## Storia
Venne costruito come filiale fiorentina della Olivetti e fu progettato nel 1968 dall'architetto Alberto Galardi e dagli ingegneri Silvano Zorzi e Augusto Bianco, tutti progettisti non fiorentini, tecnici di fiducia di Adriano Olivetti. Il project management e la direzione lavori fu affidata alla Tekne VRC. La costruzione fu definitivamente completata nel 1972.

## Descrizione
L'edificio è situato al limite del centro storico su un asse viario che collega la stazione ferroviaria con l'anello dei viali. Verso la strada, l'arretramento del filo del piano terra rispetto alla facciata superiore crea un ambito d'ingresso riparato. Una parete completamente vetrata - che può scomparire a pavimento - mette in relazione diretta l'interno con l'esterno. Il rapporto con l'intorno più immediato si fa più diretto sul lato interno, dove le vetrate a bilico verticale consentono una continuità totale con il giardino esistente, particolarmente utile durante le visite di gruppi, data l'originaria destinazione a showroom dei prodotti Olivetti.

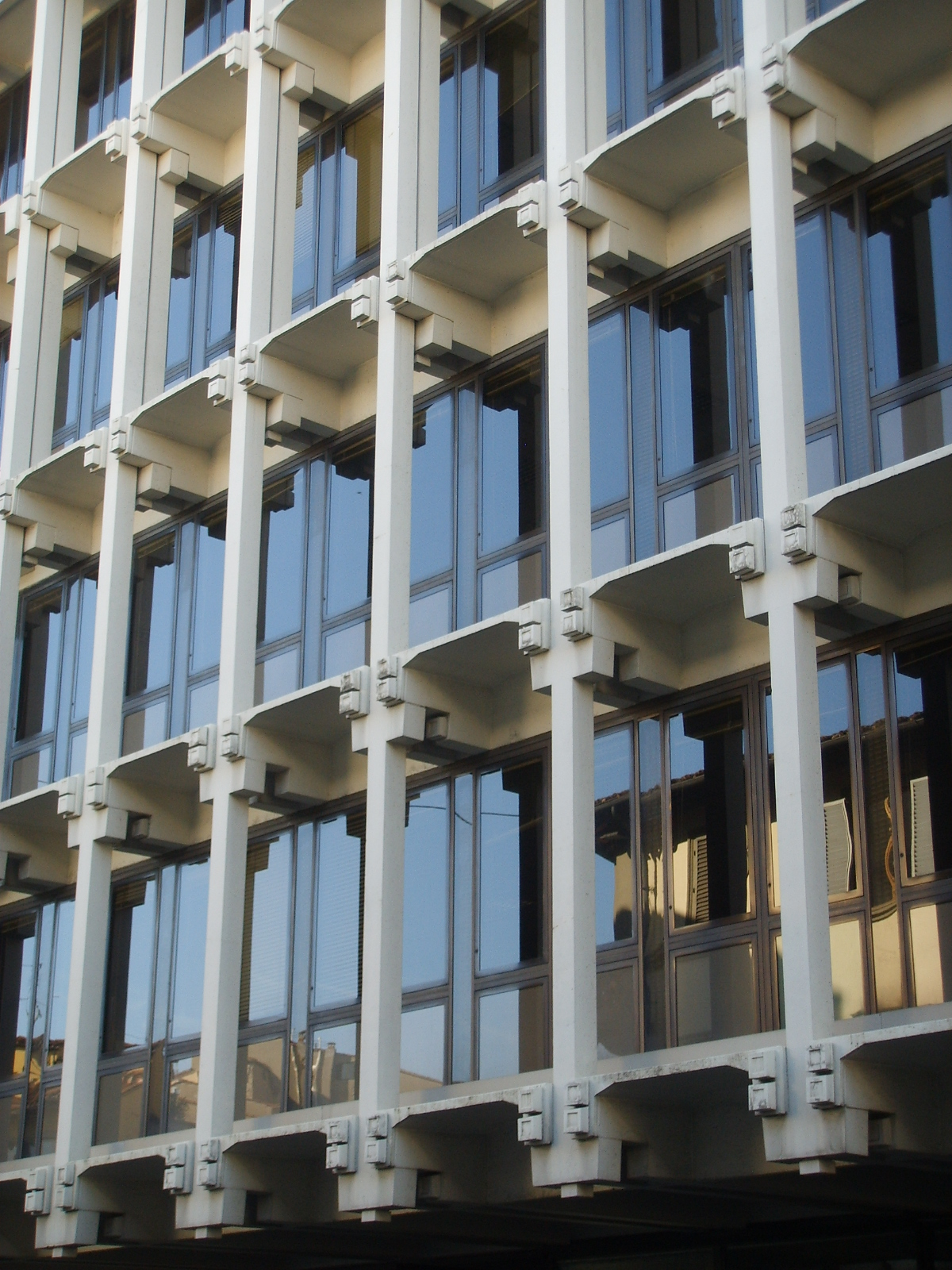
La texture della facciata

La necessità di disporre di spazi di lavoro continui e di un sottosuolo libero da ingombri strutturali, per collocarvi il parcheggio meccanizzato, è stata soddisfatta tramite l'adozione di un gigantesco schema strutturale trilitico: la copertura scatolare è appoggiata sulle due torri laterali contenenti le scale, e porta appesi gli impalcati dei vari piani tramite tiranti posti sul perimetro che lasciano la pianta del tutto libera. tale sistema strutturale risulta evidente nella facciata che mostra, con l'arretramento del piano terra, la funzione dei tiranti alloggiati in elementi di cemento prefabbricato.
I dispositivi di salita - due ascensori e un corpo scala per lato - sono concentrati nelle due estremità che costituiscono i due nuclei strutturali su cui poggia la copertura. Il solaio superiore è costituito da due solette collegate da due ordini di nervature. Il collegamento con le torri di sostegno avviene tramite il semplice appoggio con interposizione di cuscinetti in neoprene. Dalla copertura partono i tiranti prefabbricati in cemento armato precompresso che corrono esternamente alle facciate longitudinali e sostengono a due a due gli impalcati inferiori. Il loro raddoppio avviene nel senso della profondità così da mantiene inalterata la loro sottigliezza (la loro sezione è di 23x23 cm) evitando l'ispessimento in facciata degli elementi strutturali. Gli impalcati sono costituiti a loro volta da una soletta nervata in cemento armato precompresso.
L'organismo si suddivide in due zone strutturali e funzionali distinte: mentre la parte del sottosuolo è realizzata in cemento armato ordinario, quella soprassuolo è interamente in cemento armato precompresso. L'impianto di base è costituito da una grande piastra a "T" (a quota +0,40) la cui testata è occupata da un fabbricato a forma rettangolare, che si sviluppa lungo la via Santa Caterina d'Alessandria, di cinque piani fuori terra.
L'intera struttura fuori terra è in calcestruzzo faccia vista, realizzato con cemento bianco e inserti di marmo bianco Zandobbio. Mentre il fascione di copertura e i marcapiani sono bocciardati, le altre parti sono sabbiate.
All'interno di un linguaggio architettonico sobrio, caratterizzato da un sistema d'arredo fisso essenziale, si segnala la ricorrenza del motivo decorativo a riquadri concentrici che compare in facciata a coprire le teste dei tiranti delle travi orizzontali, sul grande pannello cieco di tamponamento al piano terreno, sulla parete del corpo di collegamento con l'edificio adiacente (sulla destra, nel prospetto lato giardino). È da sottolineare l'adozione del primo autosilo meccanico della città, di recente reso completamente automatico tramite un sistema elettronico di riconoscimento e accesso dei veicoli.

## Fortuna critica
L'edificio ebbe subito un certo risalto nella stampa, soprattutto nelle riviste d'architettura che essenzialmente misero in rilievo l'adozione di soluzioni costruttive ancora poco diffuse negli anni '60, come la tipologia strutturale sospesa, coerentemente coniugate alle scelte formali, di linguaggio e dei materiali ed in genere gli aspetti tecnologici come l'esteso uso del cemento armato prefabbricato, la realizzazione dell'autosilo, il primo completamente meccanizzato in Italia.
L'interesse della stampa per l'edificio venne certamente aumentato da una committenza di richiamo che voleva confermare con questa realizzazione il proprio ruolo di prestigio nella cultura italiana del momento.